# Manu Silva
Manuel Jorge Silva (Santa Maria da Feira, 12 giugno 2001) è un calciatore portoghese, centrocampista del Benfica.

## Biografia
Il padre di Manu, Jorge Silva, è stato un calciatore in Portogallo.

## Caratteristiche tecniche
Gioca come mediano, forte fisicamente ed abile in entrambe le fasi di gioco.

## Carriera

### Club
Giovanili
Silva è un prodotto del settore giovanile di União de Lamas e Feirense. È stato promosso nella prima squadra del Feirense nell'estate 2020. Ha debuttato a livello professionistico in una sconfitta per 2-0 contro il Covilhã in Segunda Liga il 7 agosto 2021. Il 24 maggio 2022 ha rinnovato il proprio contratto con il club. Dopo 28 presenze e 2 gol con il Feirense, il 30 gennaio 2023 si è trasferito al Vitória Guimarães in Primeira Liga con un contratto fino al 2027.
Vitoria Guimaraes
Il 28 ottobre 2023 segna il suo primo goal nella vittoria per 5-0 contro il Chaves. Il 18 maggio 2023 torna al goal nella trasferta vincente per 1-3 contro l'Arouca. Mette a segno un goal contro Zurigo, Zrinjski Mostar e Djurgarden in Conference League.
Benfica
Il 20 gennaio 2025 viene acquistato dal Benfica per 12 milioni di euro. Dopo sole tre presenze, il 9 febbraio 2025 subisce la rottura del legamento crociato e viene operato.

## Statistiche

### Presenze e reti nei club
Statistiche aggiornate al 23 settembre 2023.
| Stagione        | Squadra             | Campionato      | Campionato | Campionato | Coppe nazionali | Coppe nazionali | Coppe nazionali | Coppe continentali | Coppe continentali | Coppe continentali | Altre coppe | Altre coppe | Altre coppe | Totale | Totale | Totale |
| Stagione        | Squadra             | Comp            | Pres       | Reti       | Comp            | Pres            | Reti            | Comp               | Pres               | Reti               | Comp        | Pres        | Reti        | Pres   | Reti   |        |
| --------------- | ------------------- | --------------- | ---------- | ---------- | --------------- | --------------- | --------------- | ------------------ | ------------------ | ------------------ | ----------- | ----------- | ----------- | ------ | ------ | ------ |
| 2023-2024       | Feirense            | SL              | 17         | 2          | CP+Cdl          | 0               | 0               |                    | -                  | -                  |             | -           | -           | 17     | 2      |        |
| 2023-2024       | Feirense            | SL              | 11         | 0          | CP+Cdl          | 2+1             | 0               |                    | -                  | -                  |             | -           | -           | 14     | 0      |        |
| 2022-2023       | Vitória Guimarães B | TL              | 2          | 0          |                 | -               | -               |                    | -                  | -                  |             | -           | -           | 2      | 0      |        |
| 2022-2023       | Vitória Guimarães   | PL              | 1          | 0          | CP+Cdl          | 0               | 0               |                    | -                  | -                  |             | -           | -           | 1      | 0      |        |
| 2023-2024       | Vitória Guimarães   | PL              | 6          | 0          | CP+Cdl          | 0               | 0               | UECL               | 1                  | 0                  |             | -           | -           | 7      | 0      |        |
| Totale carriera | Totale carriera     | Totale carriera | 37         | 2          |                 | 3               | 0               |                    | 1                  | 0                  |             | -           | -           | 41     | 2      |        |

## Palmarès
- Supercoppa di Portogallo: 1

Benfica: 2025